# Torneo Esperanzas de Toulon de 2009
La 37.ª edición del torneo de fútbol Esperanzas de Toulon comenzó el 3 de junio de 2009 y finalizó el 12 de junio del mismo año. Participaron ocho equipos de la modalidad sub-21 y la sede principal del torneo fue la ciudad de Toulon, Francia. El campeón fue la selección de fútbol de Chile dirigida por Ivo Basay, que venció por 1:0 a la selección de fútbol de Francia.

## Sedes
Los partidos se disputan en 7 ciudades: Toulon, Hyeres, La Seyne, Solliès-Pont, Saint-Cyr-sur-Mer, La Valette-du-Var y Aubagne.

## Resultados

### Primera fase

#### Grupo A
| Equipo                 | Pts | PJ | PG | PE | PP | GF | GC | DIF |
| ---------------------- | --- | -- | -- | -- | -- | -- | -- | --- |
| Argentina              | 7   | 3  | 2  | 1  | 0  | 8  | 3  | 5   |
| Países Bajos           | 4   | 3  | 1  | 1  | 1  | 2  | 5  | -3  |
| Emiratos Árabes Unidos | 4   | 3  | 1  | 1  | 1  | 2  | 2  | 0   |
| Egipto                 | 1   | 3  | 0  | 1  | 2  | 3  | 5  | -2  |

| 3 de junio de 2009 | Egipto | 0:1 (0:1) | Emiratos Árabes Unidos | Estadio Mayol, Toulon                |                                      |
|                    |        |           | Abdalla 32'            | Árbitro(s): Damien Ledentu (Francia) | Árbitro(s): Damien Ledentu (Francia) |

| 3 de junio de 2009 | Argentina                                      | 4:0 (1:0) | Países Bajos | Estadio Mayol, Toulon                 |                                       |
|                    | Jara 10' Perotti 47' Banega 65' Buonanotte 71' |           |              | Árbitro(s): Jérôme Laperrière (Suiza) | Árbitro(s): Jérôme Laperrière (Suiza) |

| 5 de junio de 2009 | Países Bajos        | 1:0 (1:0) | Emiratos Árabes Unidos | Estadio Marquet, La Seyne-sur-Mer    |                                      |
|                    | van Wolfswinkel 36' |           |                        | Árbitro(s): Carlos Xistra (Portugal) | Árbitro(s): Carlos Xistra (Portugal) |

| 5 de junio de 2009 | Argentina                               | 3:2 (1:1) | Egipto                     | Estadio Saulnier, Saint-Cyr-sur-Mer  |                                      |
|                    | Banega 39' (p) Gómez 53' Buonanotte 81' |           | Mohamed 37' Rashad 58' (p) | Árbitro(s): Banjar Al-Dosari (Catar) | Árbitro(s): Banjar Al-Dosari (Catar) |

| 7 de junio de 2009 | Emiratos Árabes Unidos | 1:1 (1:0) | Argentina      | Estadio Marquet, La Seyne-sur-Mer |  |
|                    | Al-Menhali 45'         |           | Trecarichi 53' |                                   |  |

| 7 de junio de 2009 | Egipto    | 1:1 (1:0) | Países Bajos | Le Nouveau Stade, Le Lavandou |  |
|                    | Selim 13' |           | Deekman 67'  |                               |  |

#### Grupo B
| Equipo   | Pts | PJ | PG | PE | PP | GF | GC | DIF |
| -------- | --- | -- | -- | -- | -- | -- | -- | --- |
| Chile    | 9   | 3  | 3  | 0  | 0  | 5  | 0  | 5   |
| Francia  | 6   | 3  | 2  | 0  | 1  | 2  | 1  | 1   |
| Portugal | 3   | 3  | 1  | 0  | 2  | 6  | 2  | 4   |
| Catar    | 0   | 3  | 0  | 0  | 3  | 0  | 10 | -10 |

| 4 de junio de 2009 | Portugal | 0:1 (0:0) | Chile        | Estadio Mayol, Toulon               |                                     |
|                    |          |           | Martínez 79' | Árbitro(s): Halis Özkahya (Turquía) | Árbitro(s): Halis Özkahya (Turquía) |

| 4 de junio de 2009 | Francia  | 1:0 (0:0) | Catar | Estadio Mayol, Toulon                    |                                          |
|                    | Sako 82' |           |       | Árbitro(s): Ghead Zaglol Grisha (Egipto) | Árbitro(s): Ghead Zaglol Grisha (Egipto) |

| 6 de junio de 2009 | Francia      | 1:0 (0:0) | Portugal | Estadio Mayol, Toulon                 |                                       |
|                    | Sankharé 27' |           |          | Árbitro(s): Jérôme Laperrière (Suiza) | Árbitro(s): Jérôme Laperrière (Suiza) |

| 6 de junio de 2009 | Catar | 0:3 (0:1) | Chile                        | Estadio Mayol, Toulon                                |                                                      |
|                    |       |           | Vargas 23', 65' Martínez 68' | Árbitro(s): Abdulla Mohamed (Emiratos Árabes Unidos) | Árbitro(s): Abdulla Mohamed (Emiratos Árabes Unidos) |

| 8 de junio de 2009 | Chile        | 1:0 (0:0) | Francia | Stade De Lattre, Aubagne                 |                                          |
|                    | Martínez 80' |           |         | Árbitro(s): Ghead Zaglol Grisha (Egipto) | Árbitro(s): Ghead Zaglol Grisha (Egipto) |

| 8 de junio de 2009 | Portugal                                             | 6:0 (5:0) | Catar | Estadio Saulnier, Saint-Cyr-sur-Mer                  |                                                      |
|                    | Coentrão 18', 24', 36' Yazalde 30', 62' Oliveira 31' |           |       | Árbitro(s): Abdulla Mohamed (Emiratos Árabes Unidos) | Árbitro(s): Abdulla Mohamed (Emiratos Árabes Unidos) |

### Segunda fase
|  | Semifinales         | Semifinales         |   |                     | Final               | Final |  |
|  |                     |                     |   |                     |                     |       |  |
|  |                     |                     |   |                     |                     |       |  |
|  | 10 de junio, Toulon |                     |   |                     |                     |       |  |
|  | Argentina           | 1 (1)               |   |                     |                     |       |  |
|  | Francia             | 1 (3)               |   |                     |                     |       |  |
|  |                     |                     |   |                     |                     |       |  |
|  |                     |                     |   |                     | 12 de junio, Toulon |       |  |
|  |                     |                     |   |                     | Francia             | 0     |  |
|  |                     | Chile               | 1 |                     |                     |       |  |
|  |                     |                     |   |                     |                     |       |  |
|  |                     |                     |   |                     |                     |       |  |
|  |                     |                     |   |                     | Tercer lugar        |       |  |
|  | 10 de junio, Toulon | 10 de junio, Toulon |   | 12 de junio, Toulon | 12 de junio, Toulon |       |  |
|  | Chile               | 1 (5)               |   | Argentina           | 1                   |       |  |
|  | Países Bajos        | 1 (4)               |   |                     | Países Bajos        | 0     |  |

#### Semifinales
| 10 de junio de 2009 | Argentina      | 1:1 (1:1) | Francia  | Estadio Mayol, Toulon               |                                     |
|                     | Buonanotte 10' |           | Ekoko 6' | Árbitro(s): Halis Özkahya (Turquía) | Árbitro(s): Halis Özkahya (Turquía) |

| Definición por penales |  |     |  |        |  |  |
| Perotti                |  | 0:1 |  | Setic  |  |  |
| Banega                 |  | 1:1 |  | Capoue |  |  |
| Pezzella               |  | 1:2 |  | N'Gog  |  |  |
| Jara                   |  | 1:3 |  | Sako   |  |  |

| 10 de junio de 2009 | Chile      | 1:1 (1:1) | Países Bajos        | Estadio Mayol, Toulon                |                                      |
|                     | Vargas 21' |           | Van Wolfswinkel 10' | Árbitro(s): Carlos Xistra (Portugal) | Árbitro(s): Carlos Xistra (Portugal) |

| Definición por penales |  |     |  |                 |  |  |
| Martínez               |  | 1:1 |  | Deekman         |  |  |
| Medel                  |  | 2:2 |  | Ter Horst       |  |  |
| Vargas                 |  | 3:3 |  | Janmaat         |  |  |
| Pavez                  |  | 4:4 |  | Roorda          |  |  |
| Barrera                |  | 5:4 |  | Van Wolfswinkel |  |  |

#### Tercer lugar
| 12 de junio de 2009 | Argentina      | 1:0 (0:0) | Países Bajos | Estadio Mayol, Toulon |  |
|                     | Buonanotte 80' |           |              |                       |  |

#### Final
| 12 de junio de 2009 | Francia | 0:1 (0:0) | Chile        | Estadio Mayol, Toulon                                                |                                                                      |
|                     |         |           | Martínez 73' | Asistencia: 3.000 espectadores Árbitro(s): Jérôme Laperrière (Suiza) | Asistencia: 3.000 espectadores Árbitro(s): Jérôme Laperrière (Suiza) |

|                  |
| Bandera de Chile |
| Campeón          |
| Chile            |
| 1º título        |

## Estadísticas
| Equipo | Equipo                 | Pts | PJ | PG | PE | PP | GF | GC | Dif |
| ------ | ---------------------- | --- | -- | -- | -- | -- | -- | -- | --- |
| 1      | Chile                  | 13  | 5  | 4  | 1  | 0  | 7  | 1  | +6  |
| 2      | Francia                | 7   | 5  | 2  | 1  | 2  | 3  | 2  | +1  |
| 3      | Argentina              | 11  | 5  | 3  | 2  | 0  | 10 | 4  | +6  |
| 4      | Países Bajos           | 5   | 5  | 1  | 2  | 2  | 3  | 7  | -4  |
| 5      | Emiratos Árabes Unidos | 4   | 3  | 1  | 1  | 1  | 2  | 2  | 0   |
| 6      | Portugal               | 3   | 3  | 1  | 0  | 2  | 6  | 2  | 4   |
| 7      | Egipto                 | 1   | 3  | 0  | 1  | 2  | 3  | 5  | -2  |
| 8      | Catar                  | 0   | 3  | 0  | 0  | 3  | 0  | 10 | -10 |

## Goleadores
| Jugador               | Selección    | Goles |
| --------------------- | ------------ | ----- |
| Gerson Martínez       | Chile        | 4     |
| Diego Buonanotte      | Argentina    | 4     |
| Eduardo Vargas        | Chile        | 3     |
| Fábio Coentrão        | Portugal     | 3     |
| Éver Banega           | Argentina    | 2     |
| Ricky van Wolfswinkel | Países Bajos | 2     |
| Yazalde Gomes Pinto   | Portugal     | 2     |
| Stanislas Oliveira    | Portugal     | 2     |

## Premios
Los premios del torneo de 2009 fueron los siguientes:
| Premio                  | País            | Jugador                          |
| ----------------------- | --------------- | -------------------------------- |
| Mejor Árbitro           | Suiza           | Jerome Laperriére                |
| Mejor jugador joven     | Chile           | Carlos Labrín                    |
| Jugador Revelación      | Chile           | Gerson Martínez                  |
| Goleador                | Chile Argentina | Gerson Martínez Diego Buonanotte |
| Mejor jugador           | Argentina       | Diego Buonanotte                 |
| Mejor arquero           | Chile           | Christopher Toselli              |
| Rendimiento en la final | Chile           | Juan Abarca                      |
| Municipalidad de Toulon | Chile           |                                  |